# Claire Adams
Claire Adams (nascuda com Beryl Vere Nassau Adams; 24 de setembre de 1898 – 25 de setembre de 1978) fou una actriu i benefactora canadenca-nord-americana que va treballar durant l'era del cinema mut. Adams va néixer al Canadà, va rebre educació allà i a Anglaterra, i va desenvolupar la seva carrera cinematogràfica a Hollywood. Adams va passar la major part de la seva vida a Austràlia.

## Mort
Adams va morir el 25 de setembre de 1978, al barri de Windsor a Melbourne, als 80 anys, i les seves restes van ser incinerades.

## Filmografia
| Año  | Título                       | Papel                   | Notas |
| ---- | ---------------------------- | ----------------------- | --- |
| 1934 | What a Mother-in-Law!        | Frances                 | |
| 1927 | Combat                       | Wanda                   | |
| 1927 | Married Alive                | Viola Helmesley Duxbury | |
| 1927 | The Lunatic                  |                         | |
| 1926 | The Sea Wolf                 | Maud Brewster           | |
| 1926 | Combat                       | Wanda                   | |
| 1926 | Yellow Fingers               | Nona Deering            | |
| 1925 | The Big Parade               | Justyn Reed             | |
| 1925 | The Wheel                    | Kate O'Hara             | |
| 1925 | Souls for Sables             | Helen Ralston           | Sin acreditar |
| 1925 | The Kiss Barrier             | Marion Weston           | |
| 1925 | Men and Women                | Agnes Prescott          | |
| 1925 | The Devil's Cargo            | Martha Joyce            | |
| 1924 | The Brass Bowl               | Sylvia                  | |
| 1924 | The Fast Set                 | Fay Colleen             | |
| 1924 | The Painted Flapper          | Eunice Whitney          | |
| 1924 | Helen's Babies               | Helen Lawrence          | |
| 1924 | Oh, You Tony!                | Betty Faine             | |
| 1924 | Honor Among Men              | Patricia Carson         | |
| 1924 | The Girl in the Limousine    | The Girl                | |
| 1924 | Missing Daughters            | Claire Mathers          | |
| 1924 | The Night Hawk               | Clia Milton             | |
| 1924 | Daddies                      | Bobette Audrey          | |
| 1923 | The Clean Up                 | Phyllis Andrews         | |
| 1923 | Legally Dead                 | Minnie O'Reilly         | |
| 1923 | Where the North Begins       | Felice McTavish         | |
| 1923 | Stepping Fast                | Helen Durant            | |
| 1923 | Brass Commandments           | Ellen Bosworth          | |
| 1923 | The Scarlet Car              | Beatrice Forbes         | |
| 1922 | Do and Dare                  | Juanita Sánchez         | |
| 1922 | Heart's Haven                | Vivian Breed            | |
| 1922 | Just Tony                    | Marianne Jordan         | |
| 1922 | Golden Dreams                | Mercedes McDonald       | |
| 1922 | When Romance Rides           | Lucy Bostil             | |
| 1922 | The Gray Dawn                | Nan Bennett             | |
| 1921 | The Mysterious Rider         | Columbine               | |
| 1921 | The Man of the Forest        | Helen Raynor            | |
| 1921 | A Certain Rich Man           | Molly Culpepper         | |
| 1921 | The Lure of Egypt            | Margaret Lampton        | |
| 1921 | Black Beauty                 |                         | Claire Adams no va sortir a la pel·lícula produïda per Vitagraph. Va aparèixer en una versió rival produïda per Eskay Harris Feature Film Company. |
| 1921 | The Killer                   | Ruth Emory              | |
| 1921 | The Spenders                 | Avice Milbrey           | |
| 1920 | The Dwelling Place of Light  | Janet Butler            | |
| 1920 | The Penalty                  | Barbara                 | |
| 1920 | Riders of the Dawn           | Lenore Anderson         | |
| 1920 | The White Dove               | Ella De Fries           | acreditada com Clare Adams |
| 1920 | The Key to Power             | Ann Blair               | |
| 1920 | The Money Changers           | Lucy Hegan              | |
| 1920 | The Great Lover              | Ethel                   | |
| 1919 | The Invisible Bond           | Leila Templeton         | també coneguda com Should a Wife Forgive? (USA) |
| 1919 | A Misfit Earl                | Phyllis Burton          | |
| 1919 | Speedy Meade                 | Alice Hall              | |
| 1919 | The End of the Road          | Mary Lee                | |
| 1918 | The Spirit of the Red Cross  | Ethel                   | |
| 1918 | Adam and Some Eves           |                         | |
| 1918 | The Man-Eater                |                         | acreditada com Peggy Adams |
| 1917 | Nutty Knitters               |                         | |
| 1917 | Faint Heart and Fair Lady    |                         | |
| 1917 | Your Obedient Servant        |                         | |
| 1917 | Chris and His Wonderful Lamp | Betty                   | |
| 1913 | The Widow's Suitors          |                         | acreditada com Clara Adams |
| 1913 | Boy Wanted                   |                         | acreditada com Clara Adams |
| 1913 | A Shower of Slippers         |                         | acreditada com Clara Adams |
| 1913 | Aunt Elsa's Visit            |                         | acreditada com Clara Adams |
| 1913 | The Office Boy's Birthday    |                         | acreditada com Clara Adams |
| 1913 | Bragg's New Suit             |                         | acreditada com Clara Adams |
| 1912 | Kitty at Boarding School     |                         | |
| 1912 | Revenge Is Sweet             |                         | acreditada com Clara Adams |
| 1912 | The Artist's Joke            |                         | acreditada com Clara Adams |
| 1912 | An Intelligent Camera        |                         | |
| 1912 | Apple Pies                   |                         | acreditada com Clara Adams |
| 1912 | Kitty's Holdup               |                         | |
| 1912 | Eddie's Exploit              |                         | acreditada com Clara Adams |
| 1912 | Curing the Office Boy        |                         | acreditada com Clara Adams |
| 1912 | A Heroic Rescue              |                         | acreditada com Clara Adams |